# 杜加
50°43′29″N 28°14′11″E / 50.72472°N 28.23639°E
杜加（烏克蘭語：Дуга），是烏克蘭北部的村莊，隸屬日托米爾州的茲維亞赫爾區。該村面積0.06平方公里，海拔高度217米，2001年人口80，人口密度每平方公里1,269.84人。